# تريسي مكجرادي
تريسي مكجرادي (بالإنجليزية: Tracy McGrady) مواليد 24 مايو 1979 في بارتو، هو لاعب كرة سلة أمريكي سابق بدأ مسيرته الاحترافية في سنة 1997. يبلغ طوله 6 قدم 8 بوصة (2.0 م). اعتزل اللعب في 2013.

## فرق لعب لها
- تورونتو رابتورز
- أورلاندو ماجيك
- هيوستن روكتس
- نيويورك نيكس
- ديترويت بيستونز
- أتلانتا هوكس
- سان أنطونيو سبرز

## الميداليات
| الميدالية | المسابقة                             |
| --------- | ------------------------------------ |
| ذهبية     | بطولة أمم الأمريكتين لكرة السلة 2003 |

## روابط خارجية
- تريسي مكجرادي على موقع IMDb (الإنجليزية)
- تريسي مكجرادي على موقع الموسوعة البريطانية (الإنجليزية)
- تريسي مكجرادي على موقع إن إن دي بي (الإنجليزية)
- تريسي مكجرادي على موقع قاعدة بيانات الفيلم (الإنجليزية)
- تريسي مكجرادي على موقعبيزبول رفرنس.كوم (الدوري الثانوي) (الإنجليزية)
- تريسي مكجرادي على موقع الاتحاد الدولي لكرة السلة (الإنجليزية)
- تريسي مكجرادي على موقع إن بي أي (الإنجليزية)
- تريسي مكجرادي على موقع سبورتس رفرنس (الإنجليزية)
- تريسي مكجرادي على موقع كرة السلة الأوروبية.كوم (الإنجليزية)
- تريسي مكجرادي على موقع إي إس بي إن.كوم (الإنجليزية)
- تريسي مكجرادي على موقع ريلجم (الإنجليزية)
- تريسي مكجرادي على موقع بروبوليرز (الإنجليزية)
- تريسي مكجرادي على موقع سبورتس رفرنس (الإنجليزية)